# Hangweide (Kernen im Remstal)

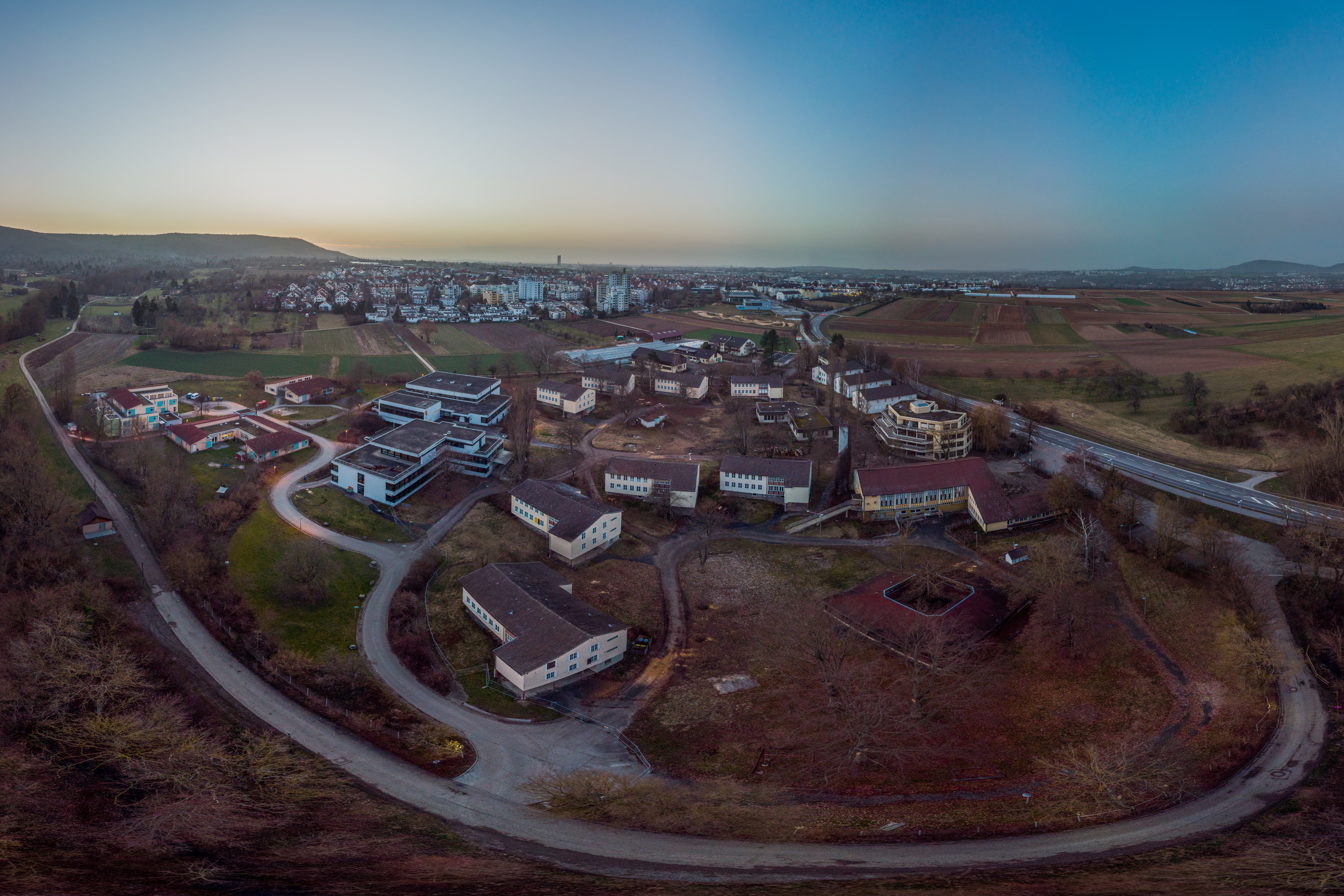
Gebäude der Hangweide vor der Räumung

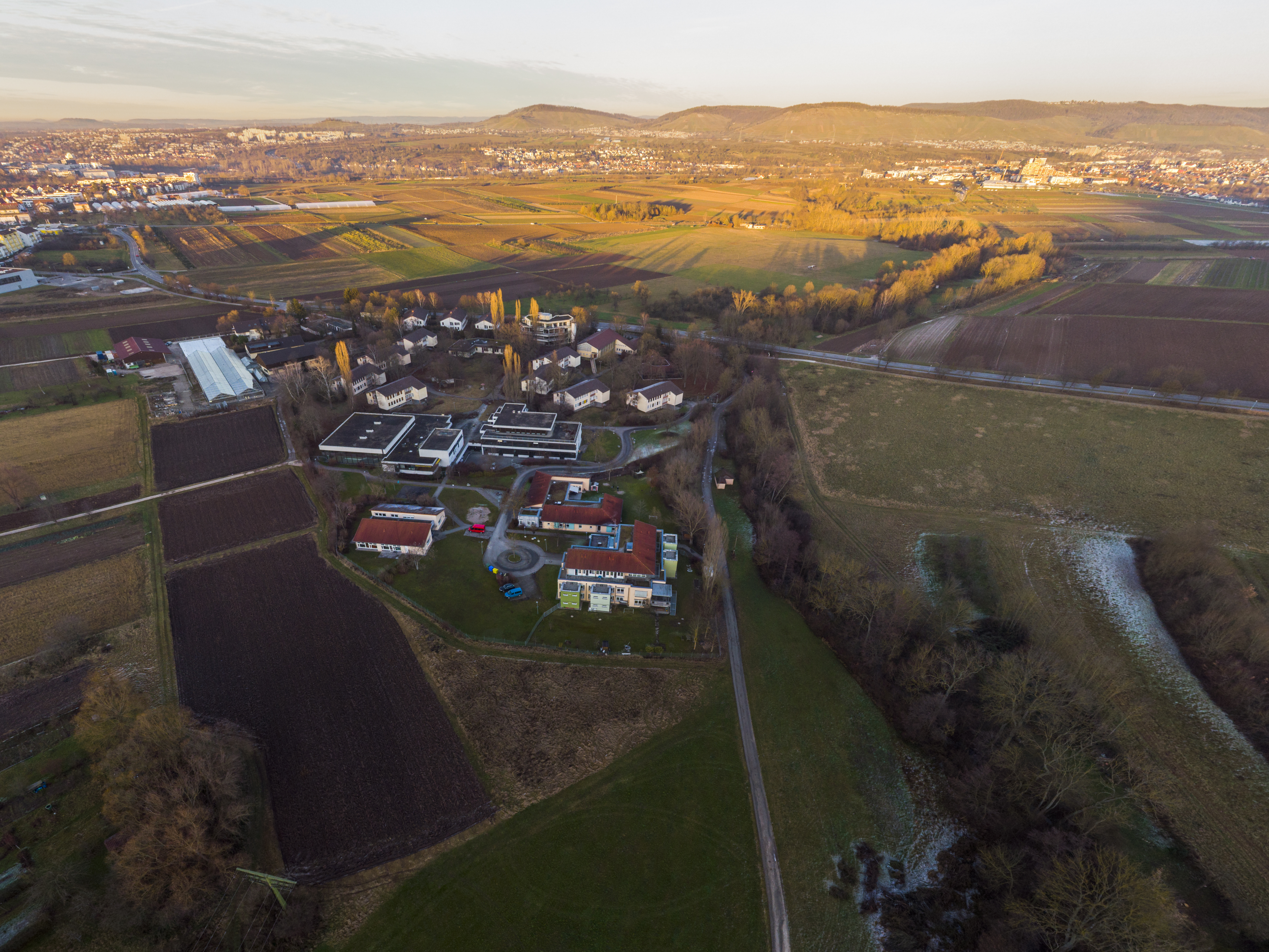
Hangweide mit Beibach

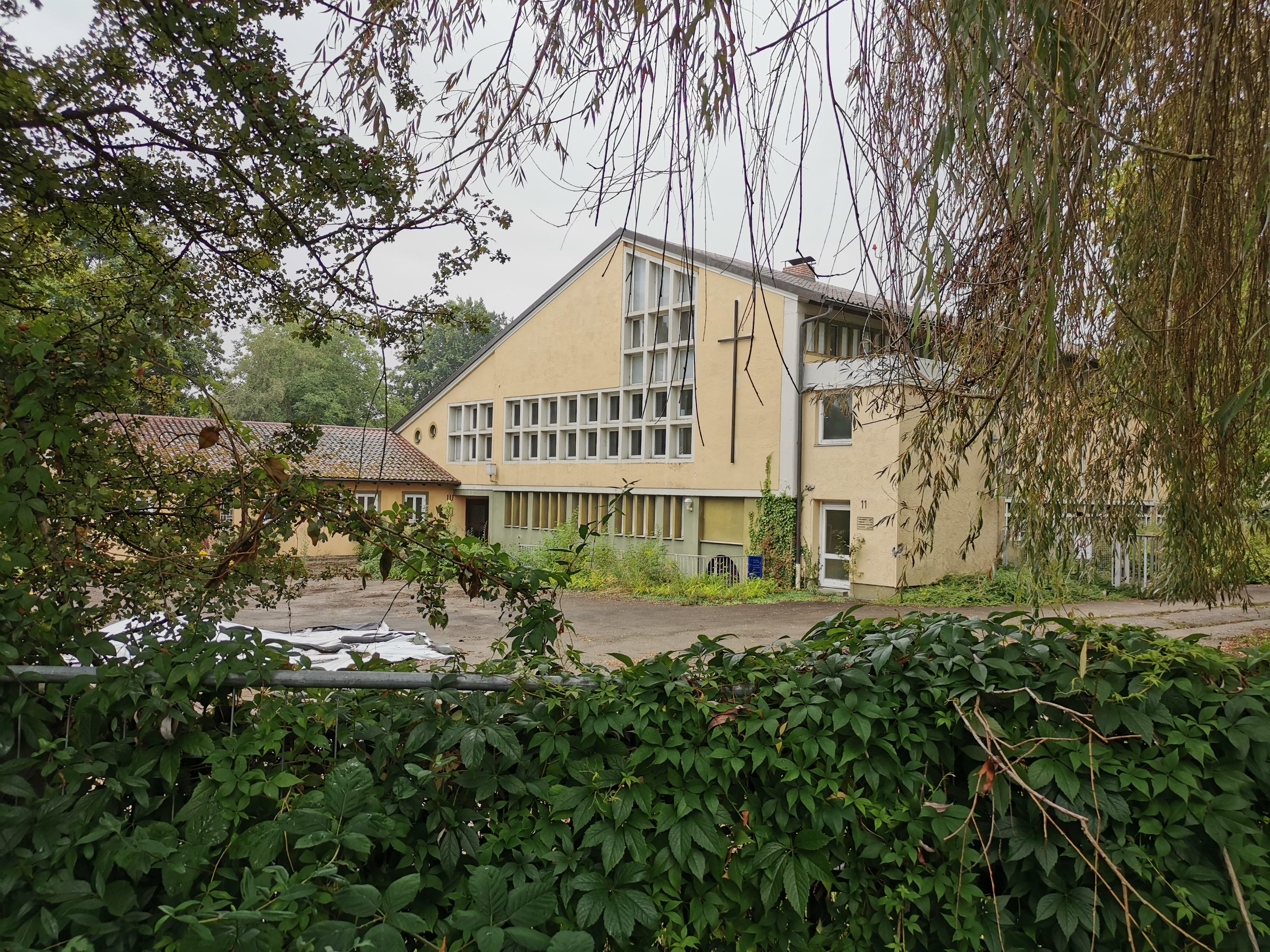
1958 erbauter Kirchsaal auf dem Gelände, 2022 abgerissen

Die Hangweide ist ein der Gemeinde Kernen im Remstal im baden-württembergischen Rems-Murr-Kreis zugehöriger Wohnplatz.

## Lage
Die Hangweide liegt südwestlich des Teilortes Rommelshausen direkt am Beibach, einem linken Zufluss der Rems.

## Geschichte
Ursprünglich befand sich auf dem Gelände eine Ölmühle und ein See. Die Gebäude der Ölmühle wurden ab 1946 als Gärtnerei genutzt. Die Ölmühle wurde 1970 mitsamt der Betriebsgebäude abgerissen.
Die Gebäude der Hangweide wurden bereits 1937 als Behinderteneinrichtung von der Diakonie Stetten genutzt.
1954 wurde ein Architekturwettbewerb für die Neugestaltung des Areals durchgeführt. Daraufhin entstanden 1958 acht neue „Pflegehäuser“, ein Gemeinschaftshaus und Mitarbeiterhäuser.
Bis 2017 wurde das Gelände als Behinderteneinrichtung genutzt. 2019 wurde das Gelände an die Gemeinde verkauft, um es als Wohngebiet zu nutzen. Im Jahr 2020 wurde ein Projekt zur Bebauung und für ein Zukunftskonzept in einem städtebaulichen Wettbewerb ermittelt. Das Areal Hangweide ist ein offizielles Projekt der IBA’27. Im Mai 2022 wurde dafür mit dem Abriss der Gebäude und der Räumung des Geländes begonnen. Im Juli 2025 wurden die Erschließungsarbeiten offiziell gestartet.